# Sepsis coprophila
Sepsis coprophila är en tvåvingeart som beskrevs av Meijere 1906. Sepsis coprophila ingår i släktet Sepsis och familjen svängflugor. Inga underarter finns listade i Catalogue of Life.